# Haut-Ogooué
Haut-Ogooué (deutsch Oberogooué) ist eine Provinz Gabuns mit der Hauptstadt Franceville.

## Geographie
Die Provinz liegt im Osten des Landes und grenzt im Norden an die Provinz Ogooué-Ivindo, im Süden und Osten an die Republik Kongo und im Westen an die Provinz Ogooué-Lolo.
Haut-Ogooué ist untergliedert in die Departements Djoué, Djououri-Aguilli, Lekoni-Lekori, Lekoko, Lemboumbi-Leyou, Mpassa, Plateaux, Sebe-Brikolo, Ogooué-Létili, Lékabi-Léwolo und Bayi-Brikolo.